# Wolfgang Denzel
Wolfgang Denzel (Graz, 1908 - Berg, 1990) was een Oostenrijkse ingenieur-ondernemer af en toe rallyrijder.

## Biografie
Wolfgang Denzel komt uit een familie van klokkengieters in Marburg an der Drau. Hij werd de exclusieve importeur van de BMW-firma voor Oostenrijk, van motorfietsen en vervolgens van auto's. Van 1948 tot 1960 runde hij zijn eigen carrosserie- en voorbereidingsbedrijf voor tweezits sportwagens (open roadsters), aanvankelijk gebaseerd op Volkswagen chassis en motoren (1100, 1300 en 1500 cc).
Met alle kleine aandeelhouders van BMW keurde Denzel de voortzetting van de privatisering van de fabrikant in 1959 goed en werd zelfs de ontwerper van het BMW 700-model, dat vervolgens de verkoop stimuleerde.
Zijn in 1955 veroverde Coupe des Alpes diende als een sterke internationale reclame-springplank voor zijn eigen modellen, aan het scharnier van de jaren vijftig.

## Eer
- Triple class winnaar van de Oostenrijkse Rally van de Alpen, in 1949, 1954 in 1956 (sportwagens) ;
- Winnaar van  Rallye International des Alpes Françaises (Coupe des Alpes), in  1954 (bijrijder Hubert Stroinigg), op Denzel-Porsche 1300S van zijn ontwerp;